# Agenzia regionale per protezione ambientale della Toscana - ARPAT
L'Agenzia regionale per la protezione ambientale della Toscana - ARPAT) è un ente della pubblica amministrazione con compiti di monitoraggio e controllo dell'ambiente, di supporto tecnico-scientifico ad altri enti della pubblica amministrazione e di elaborazione dati, informazione e diffusione della conoscenza ambientale nel territorio toscano.

## Storia
Istituita con Legge regionale toscana n. 66/1995 e riformata nel 2009 con legge regionale toscana n.30/2009, è operativa dal 1996, prima realtà del suo genere ad essere attivata in Italia. Opera in rete con le altre Agenzie ambientali italiane e con Ispra, secondo una buona prassi seguita sin dai primi anni della loro creazione che è stata poi formalizzata con l'istituzione del Sistema Nazionale a rete per la Protezione dell’Ambiente (SNPA), ex legge 28 giugno 2016, n.132, entrata in vigore nel 2017.
Alla guida di ARPAT si sono avvicendati/e:
- 1995 - 2005: Alessandro Lippi
- 2005 - 2011: Sonia Cantoni
- 2011 - 2015: Giovanni Barca
- 2015 - 2016: Maria Sargentini
- 2017 - 2021: Marcello Mossa Verre

## Funzioni
ARPAT effettua il monitoraggio dello stato dell'ambiente e il controllo di fonti e di fattori di inquinamento dell'aria, dell'acqua e del mare, del suolo, nonché dell'inquinamento acustico ed elettromagnetico. 
Offre supporto tecnico-scientifico, strumentale ed analitico agli enti titolari di funzioni di programmazione e di amministrazione attiva in campo ambientale e provvede alle ispezioni sul territorio toscano per controllare il rispetto delle norme in materia di tutela ambientale.
Infine mette a disposizione delle istituzioni, delle associazioni e della cittadinanza i risultati delle attività di controllo e monitoraggio e della collaborazione con altri soggetti produttori di informazione ambientale, attraverso un sistema di diffusione della conoscenza ambientale che trova il suo elemento di sintesi principale nell'Annuario dei dati ambientali della Toscana. L'Agenzia opera con un Sistema di gestione per la qualità riferito ai requisiti UNI EN ISO 9001 e UNI EN ISO 17025, che integra con gli aspetti relativi alla sicurezza.

## Organi
- Direttore generale: Pietro Rubellini
- Collegio dei revisori

## Riferimenti normativi
- Legge regionale toscana 22 giugno 2009, n. 30 - Nuova disciplina dell'Agenzia regionale per la protezione ambientale della Toscana (ARPAT)

- Legge 28 giugno 2016, n. 132 - Istituzione del Sistema nazionale a rete per la protezione dell'ambiente e disciplina dell'Istituto superiore per la protezione e la ricerca ambientale.

## Pubblicazioni
- Catalogo pubblicazioni ARPAT, su arpat.toscana.it, Agenzia regionale per la protezione ambientale della Toscana.
- Annuario dei dati ambientali della Toscana, su arpat.toscana.it, Agenzia regionale per la protezione ambientale della Toscana.
- Schede informative, su arpat.toscana.it, Agenzia regionale per la protezione ambientale della Toscana.